# U.S. Route 85
U.S. Route 85 (ou U.S. Highway 85) é uma autoestrada dos Estados Unidos.
Faz a ligação do Sul para o Norte. A U.S. Route 85 foi construída em 1926 e tem 1 479 milhas (2,38 km).

## Principais ligações
Interstate 40 em Albuquerque

 Interstate 70/Interstate 76 em Denver

 Interstate 80 em Cheyenne

 Interstate 90 perto de Deadwood

 Interstate 94 em Belfield